# Экземция
Экземция (от. «exemtio» — букв. «освобождение») — в церковном праве освобождение одного или нескольких лиц или духовных учреждений от власти обыкновенных церковных должностных лиц или мест и непосредственное подчинение их другой высшей церковной власти, главным образом — Папе римскому. 
В западном церковном праве экземция, как исключение из общего права, создаются или в силу папского пожалования, или в силу сорокалетней или незапамятной давности. Древнейшими и наиболее частыми экземциями пользовались монастыри, особенно монашеские ордена.